# Bir Aşk Hikayesi
Bir Aşk Hikayesi (en español: Una historia de amor) es una serie de televisión turca de 2013, producida por MF Yapım y emitida por Fox Turquía. Es una adaptación del drama coreano I’m sorry, I love you, emitido en 2004.

## Trama
Ceylan es una hermosa joven que trabaja como estilista para el famoso cantante Tolga, de quien Ceylan está enamorada, pero su amor no es correspondido. Un día, ella viaja a Alemania con Tolga para una la grabación de un vídeo musical. Incómoda por estar tan cerca de su amor imposible y su novia, decide regresar a Estambul. De camino al aeropuerto, su equipaje y dinero son robados, en ese momento es cuando conoce a Korkut, quien la ayuda. Korkut es un modesto joven de origen turco, que ha tenido una vida difícil después de ser abandonado de niño por su madre y luego por su familia adoptiva. Este hombre cambiará su triste vida cuando comience lentamente a enamorarse de Ceylan.

## Reparto
- Seçkin Özdemir como Korkut Ali.
- Damla Sönmez como Ceylan German.
- Yamaç Telli como Tolga Karanlı.
- Elçin Sangu como Eda Çağlar.
- Zuhal Olcay como Gönül Karanlı.
- Ayberk Pekcan como Tahsin German.
- Ayşen Sezerel como Asiye German.
- Güneş Sayın como Emine Sarısoy.
- Taha Yusuf Tan como Umut.
- Haldun Resuloğlu como Hakkı.
- Onay Kaya como Selim.
- Asena Keskinci como Ece.
- Ayşin Yeşim Çapanoğlu como Aslı.
- Fatih Dönmez como Yılmaz.